# Herman van Raalte
Herman van Raalte (Hengelo, 8 april 1921 – Amsterdam, 3 april 2013) was een Nederlands voetballer. De doelverdediger kwam één keer uit voor het Nederlands elftal. Van Raalte speelde onder andere voor HVV Hengelo en Blauw-Wit.

## Sportcarrière
Van Raalte had een achtergrond als handballer. Als 16-jarige kwam hij uit voor Hercules Hengelo en speelde hij met deze club om het kampioenschap van Nederland. Zijn voetballoopbaan startte voor Van Raalte bij HVV Hengelo. Zijn oudere broer speelde voor Tubantia.
Vanaf 1942 kwam hij uit voor Blauw-Wit uit Amsterdam. Na de introductie van het betaald voetbal in Nederland speelde Van Raalte van 1954 tot 1957 bij BVC Amsterdam. Vervolgens kwam hij opnieuw uit voor Blauw-Wit. In 1959 verkaste hij naar VV Leeuwarden, waar hij zijn laatste seizoen in het betaald voetbal speelde. In 1960 nam hij op 39-jarige leeftijd afscheid. Hij was vervolgens nog actief in lagere elftallen van Blauw-Wit.
Hoewel Van Raalte in de periode tussen 1946 en 1953 elfmaal voor het Nederlands elftal werd geselecteerd, kwam hij slechts één keer uit voor Oranje. Op 21 november 1948 verdedigde hij bij afwezigheid van Piet Kraak het doel in een vriendschappelijke interland tegen België.

## Persoonlijk leven
Van Raalte was tijdens en na zijn voetballoopbaan textielhandelaar en stond met zijn waren op markten in en rond Amsterdam. Hij trouwde in 1949.
Hij overleed in 2013 op 91-jarige leeftijd in zijn woonplaats Amsterdam aan de gevolgen van een bacteriële infectie na een heupoperatie. Hij was op dat moment de oudste Nederlandse ex-international die nog in leven was.